# Exocentrus maiae
Exocentrus maiae là một loài bọ cánh cứng trong họ Cerambycidae.